# Clavdia Chauchat
Clavdia Chauchat är en rollfigur i Thomas Manns roman Bergtagen. Huvudpersonen Hans Castorp möter henne bland de övriga gästerna på sanatoriet Berghof och blir förälskad. Relationen dem emellan byggs upp successivt, från irritation och via avståndsbeundran till en uttalad kärleksdeklaration i samband med en uppsluppen fest.
När hon strax därefter lämnar sanatoriet är det mer eller mindre uttalat att hon kommer att återvända efter en tid, oklart hur länge, något som ytterligare motiverar och bidrar till Castorps förlängda vistelse. Hon återvänder men med en manlig partner. Hon skildras nu med andra karaktärsdrag än tidigare, och attraktionskraften är inte längre densamma. Relationen mellan Castorp och henne avslutas när mannen tagit sitt liv och hon försvinner ur romanen.

## Personbeskrivning
Clavdia Chauchat är av rysk härkomst, från den sydliga provinsen Dagestan. Hon är gift med en rysk ämbetsman som aldrig gör henne sällskap och hon bär ingen vigselring. Vid tiden för hennes introduktion i romanen sägs hon vara knappt 30 år gammal. Lungsjukdomen som föranleder sanatorievistelsen har under ett antal år fört henne till olika kuranstalter i Europa.
Hon har ett utseende med anletsdrag där de blågrå ögonens form ("kirgisögon"), och de markerade kindknotorna antyder en östlig härkomst. Hennes hår är rödblont, med en fläta lindad runt huvudet. Hennes tal är något hest och beslöjat, hon har dålig hållning och hennes händer beskrivs som en skolflickas, breda med korta fingrar och ovårdade fingertoppar. Hennes klädsel beskrivs vid olika tillfällen utförligt och signalerar lyx och dekadans.

## Handling

### Bergtagen, Kapitel 3-5
Romanen utspelar sig under det första årtiondet av 1900-talet. Hans Castorp befinner sig på sanatoriet Berghof i Schweiz för att tillfälligt hälsa på sin lungsjuke kusin Joachim. Han kommer att delta i de dagliga rutinerna med rikliga måltider, liggkurer, temperaturtagningar, promenader och förströelser. När han också börjar kontrollera temperaturen har han faktiskt feber, och det konstateras en fläck på ena lungan som motiverar regelrätt sanatorievård även för honom. Han uppmärksammar först Clavdia Chauchat genom att irritera sig över hennes ovana att alltid låta matsalsdörren slå igen med en smäll när hon anländer sent, vilket gör hennes entre tydlig för hela sällskapet. Med smygande gång sätter hon sig därefter vid "ryssbordet" bland sina landsmän.
Med hjälp av sina bordsgrannar som vistats en längre tid på sanatoriet får han upplysningar om hennes person. När han studerar hennes utseende slås han av likheten med en avståndsbeundrad skolkamrat, Pribislav Hippe, i såväl anletsdrag som tal. Han blir alltmer fascinerad av hennes sätt att uppträda, hennes klädsel och hennes umgänge. Han söker hennes uppmärksamhet på diverse olika sätt. Hovrådet Behrens är högste läkare och chef på Berghof och visar sig också ha målat ett porträtt av Clavdia Chauchat vilket Castorp lyckas få se och beundra.
Så småningom blir Clavdia Chauchat varse den beundran och dyrkan som Castorp hänger sig åt och bekräftar med blickar och gester. Under en karnevalskväll på Berghof med maskerad, lekar och frikostig alkoholservering ber han henne om en penna för att kunna delta i en lek. Det är en erotiskt laddad episod som väcker minnen från den gång han bad Pribislav Hippe om och fick låna en penna för en skoluppgift. Under ett följande drömlikt samtal som förs på franska, ett främmande språk för dem båda, betygar han henne sin kärlek och understryker genom att tilltala henne med "du". Emellertid avslöjar hon att hon kommer att lämna Berghof följande dag. Det är underförstått att hon kommer att återvända då hon inte är kurerad från sin lungsjukdom men det är oklart när. Castorp får hennes glasinfattade lilla röntgenplåt som noga bevarad minnesgåva.

### Bergtagen, Kapitel 7
Tiden på Berghof förflyter utan att Castorp riktigt kan mäta den. Han kan inte ens riktigt minnas hur gammal han är. En dag får han genom Behrens veta att Clavdia Chauchat väntas tillbaka. När hon anländer visar det sig till hans stora besvikelse att hon är i sällskap med en äldre man, Mynheer Peeperkorn. Det är uppenbart att de utgör ett par. Peeperkorn är av nederländsk-javanesisk härkomst och kaffeplantageägare. Han är kroppsligt iögonenfallande, har fallenhet för njutningar i form av mat och dryck och är sjuklig med kronisk kvartanfeber (malaria) som regelbundet gör honom sängliggande. Hans sätt att kommunicera med känsloladdade fraser och oavslutade meningar är vinnande och han blir ledande i orgiastiska måltider och dryckesslag bland gästerna          
När tillfälle ges för Castorp och Clavdia Chauchat att mötas på tu man hand erkänner Castorp sin besvikelse och frustration över att hans väntan varit förgäves. På hans fråga om hon älskar Peeperkorn svarar hon att denne älskar henne och hon därmed känner sig tvingad att följa och tjäna honom. Deras samtal avslutas med en kyss.          
Castorp är fängslad av Peeperkorns stora personlighet och kommer till hans återkommande sjukläger för samtal. Svårt sjuk konfronterar där Peeperkorn Castorp med frågan om förhållandet mellan denne och Clavdia Chauchat, vilket han har misstänkt bland annat genom att Castorp undvikit att tilltala henne med "ni". Castorp bekänner att han älskar henne. Peeperkorn dricker du-skål med Castorp som bekräftelse på en delad känsla för samma kvinna. Några dagar senare kallas Castorp till parets svit där Peeperkorn ligger död, förgiftad för egen hand. Vid ett sista samtal mellan Castorp och Clavdia Chauchat återtar Castorp ni-tilltalet och kysser hennes panna.          

## Litterära tolkningar
Clavdia Chauchat har kallats "evigt gåtfull", då hon beskrivs genom sitt iögonenfallande uppträdande och sin klädsel men utan att man lär känna henne närmare än genom hennes lungröntgenbild. Hennes namn ger utrymme för tolkningar: det ger associationer till fransk anknytning och hon tituleras i romanen "Madame Chauchat", men huruvida hennes ryska make har franskt påbrå förblir oklart.
Etymologiskt sägs Clavdia betyda "den lama", vilket kan tänkas syfta på "den sjukdomsdrabbade". Själva stavningen av förnamnet tyder på slaviskt ursprung, medan efternamnet kan tänkas härledas ur franskans "chaud chat" – det vill säga "varm katt". Hon har också ett kattlikt smygande rörelsemönster, och hovrådet Behrens liknar hennes tal med en kattunges jamande. Som mental representant för Östern (Ryssland), i motsats till Castorps germanska förankring, uppvisar hon karaktärsdrag som "slapphet och undergivenhet" och känslostyrning och förkastar den intellektuella påverkan som Castorps läromästare på Berghof, Settembrini och Naphta, representerar. Tillsammans med sin partner Peeperkorn, som hänger sig åt ett dionysiskt leverne, utgör hon i romanen ett förledande alternativ till de förnuftstyrda ideologikerna i Castorps umgänge. Likheten mellan skolgossens beundrade Pribislav Hippe och Clavdia Chauchat har tolkats som uttryck för Castorps möjliga homoerotiska preferenser.
När Chauchat återvänder till Berghof i kapitel 7 skildras hennes karaktär som förändrad. Hennes fria, ironiska, förföriska och lite lekfulla framtoning har bytts mot underkastelse till den manliga partnern och hon utövar inte längre samma attraktionskraft. En förklaring kan vara att de senare delarna av romanen tillkom efter flera års uppehåll, under första världskriget, och författarens ambitioner att åskådliggöra olika ideologier och etniska gruppers levnadssätt har förändrats.

## Filmatisering
1982 filmatiserades boken som Der Zauberberg, regisserad av Hans W. Geißendörfer. Clavdia Chauchat spelades i filmen av Marie-France Pisier.